# Polnischer Film
Die Polnische Filmgeschichte beginnt Ende des 19. Jahrhunderts. Sie ist eng mit der polnischen Geschichte des 20. Jahrhunderts verbunden und stand seit Beginn unter dem Einfluss des politischen Wandels in Polen.

## Geschichte

### Die Anfänge des polnischen Films
1886 wurden die ersten Filme in den Städten Warschau, Lemberg und Krakau mit den Apparaturen von Thomas Alva Edison und der Brüder Lumière gezeigt. Dies gilt als Beginn des Kinos auf polnischem Boden, da die ersten Entwicklungen des polnischen Films in die Zeit der polnischen Teilungsgebiete fallen, als Polen als Staat nicht mehr existierte und zwischen Russland, Preußen und Österreich aufgeteilt war. Die ersten polnischen Filme hatten einen dokumentarischen Charakter und wurden von Filmpionieren wie Kazimierz Prószyński, Bolesław Matuszewski und Piotr Lebiedziński gedreht.

### Stummfilm und Tonfilm bis zum Zweiten Weltkrieg (bis einschl. 1945)

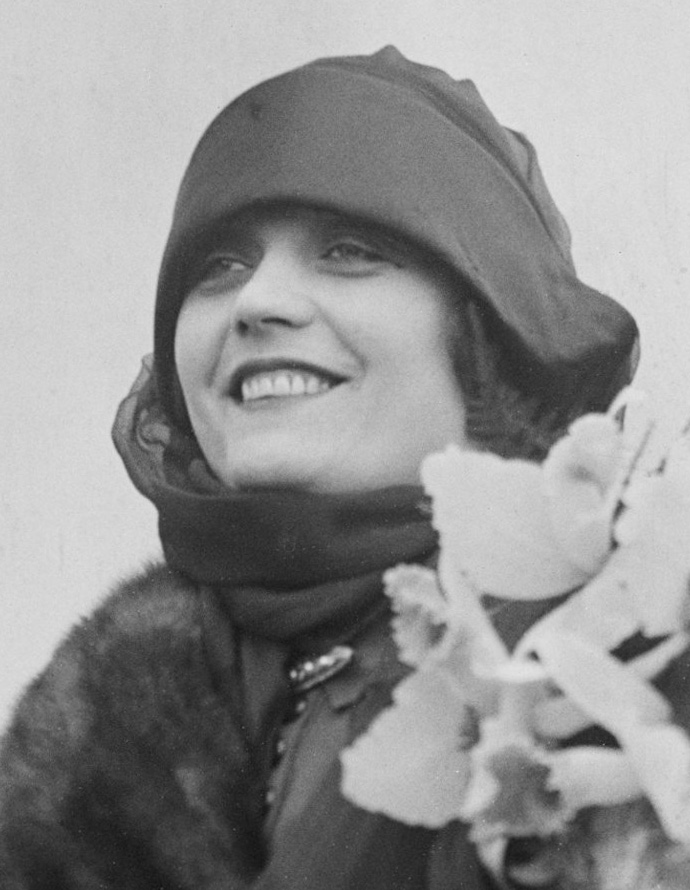
Pola Negri, 1927

#### Jahrhundertwende (19. Jh. zum 20. Jh.)
Ende des 19. Jahrhunderts 1895 erfand Kazimierz Prószyński den Pleographen, mit dem er kleine Szenen des Alltags in Warschau filmte.
Zur gleichen Zeit realisierte der Fotograf Bolesław Matuszewski als unabhängiger Kameramann Reportagen. Begeistert von der neuen Technik und deren Möglichkeiten leistete Matuszewski einen wichtigen Beitrag zur frühen Filmtheorie. Seine Broschüre Une novelle source de l'historie (Eine neue Quelle der Geschichte) gilt heute als weltweit erster Versuch sich theoretisch mit dem neuen Medium der Kinematographie zu beschäftigen.
Bis 1906 wurden über 40 Filme, darunter Reportagen, Dokumentar- und Kurzfilme veröffentlicht. Produzenten dieser Filme waren die Besitzer der Kinotheater, die bis zum Ausbruch des Zweiten Weltkriegs großen Einfluss auf den polnischen Film hatten.
1907 wurde der erste polnische Spielfilm Pruska Kultura (Die Preußische Kultur) produziert. Dieser wurde erst im Jahr 2000 im französischen Archiv Bois D'Arcy wiederentdeckt. Durch diese Entdeckung musste die bisher gängige Annahme korrigiert werden, dass der 1908 entstandene Film Antós pierwszy raz Warszawie (Anton zum ersten Mal in Warschau) der erste polnische Spielfilm gewesen sei.
1910 schuf der in Moskau geborene Puppentrickfilmer polnischer Abstammung Władysław Starewicz den ersten Puppenfilm Lucanus Cervus (Latein für Hirschkäfer) in der Geschichte des Kinos. Der Film feierte seine Premiere in Moskau 1912.
1914 gab die damals 18-jährige Pola Negri ihr Filmdebüt im polnischen Stummfilm Niewolnica Zmysłów (Sklavin der Sinne). Sie erlangte in den nachfolgenden Jahren vor allem durch deutsche und US-amerikanische Stummfilmproduktionen international Bekanntheit.
Die populärsten Filme dieser Zeit waren vor allem Komödien und Melodramen. Filme wurden in Theatern vorgeführt und oft gab es mündliche Kommentare zu den Bildern. Filmvorführer fuhren auch mit Wanderkinos in Wagen herum. Das erste stationäre polnische Kino wurde 1899 von den Brüdern Antoni und Władisłav Krzemiński in der Stadt Łódź betrieben. Auch sie reisten Anfang des 20. Jahrhunderts mit einem mobilen Kinematografen durch die Lande.

#### Zweite Republik – Zwischenkriegszeit
Nach dem Ersten Weltkrieg entstand die Republik Polen nach über 100-jähriger Unterdrückung durch das Deutsche Kaiserreich, dem russischen Zaren und der österreichisch-ungarischen Donaumonarchie. Mit der wieder gewonnenen Unabhängigkeit entstanden erste polnische Filmproduktionsfirmen. Neben den leichten Komödien und weiteren Melodramen entstanden auch erste patriotische Filme und Literaturadaptionen. Ryszard Ordyński inszenierte 1928 eine erste Verfilmung des polnischen Nationalepos Pan Tadeusz von Adam Mickiewicz.
Der erste Tonfilm in der Geschichte des polnischen Films entstand 1930 und war ebenfalls eine literarische Adaption: Die Moral der Frau Dulska von Gabriela Zapolska. Die 1930er Jahre waren auch von kommerziellen Erfolgen geprägt. Einige Schauspieler und Sänger wie Adolf Dymsza oder Eugeniusz Bodo wurden nationale Idole, andere wie der später weltbekannte Jan Kiepura starteten ihre Karrieren. Daneben gab es auch Versuche, den avantgardistischen Film populärer zu machen, u. a. von der Künstlergruppe „START“ (Stowarzyszenie Propagandy Filmu Artystycznego), der u. a. auch die später als Regisseurin bekannt gewordene Wanda Jakubowska angehörte und von Filmschaffenden wie Aleksander Ford und Jerzy Toeplitz gegründet wurde. Zwischen 1918 und 1939 entstanden insgesamt knapp 300 polnische Filme. Kurz vor Beginn des Zweiten Weltkrieges gab es alleine in Warschau 68 Kinos, im ganzen Land über 800.

#### Der polnische Film während des Zweiten Weltkrieges
Mit dem Überfall der deutschen Wehrmacht auf Polen 1939 hörte die polnische Filmindustrie offiziell auf zu existieren und ging, wie die gesamte polnische Kultur, in den Untergrund. Vor allem die historischen Aufnahmen von Dokumentarfilmern und Kameramännern von der Verteidigung Warschaus und später 1944 vom Warschauer Aufstand sind bis heute wichtige Dokumente der Geschichte des Zweiten Weltkrieges. Die polnischen Kinos gerieten dagegen in Besitz der deutschen Nationalsozialisten und verkamen zum Instrument der anti-polnischen Propaganda. Polnische Kinobesucher gerieten deshalb automatisch in den Verdacht der Kollaboration.
Die polnischen Filmemacher versuchten ins Ausland zu emigrieren. Sie landeten meistens bei den polnischen Streitkräften im Ausland. In London entstand eine Filmgruppe ebenso wie in der Sowjetunion. Die Filmemacher, die in der Sowjetunion arbeiteten, waren die ersten, die mit den sowjetischen Truppen nach der Befreiung Polens den Weg zurück in die Heimat fanden. Sie bildeten die Basis für den Aufbau des Kinos nach dem Krieg. Einer der führenden Filmemacher dieser Gruppe war Aleksander Ford, der bereits vor dem Krieg Dokumentarfilmer in Warschau war und 1945 in Lublin einen Dokumentarfilm über das Vernichtungslager Majdanek schuf. Der Titel des Films Majdanek – Friedhof Europas.

### Polnischer Film in der Volksrepublik (1945–1989)

#### Polnisches Kino nach dem Zweiten Weltkrieg
Hatte sich vor dem Krieg die Filmproduktion vor allem auf Warschau beschränkt, wurde nach dem Krieg Łódź zum Zentrum der Filmschaffenden. Dies hatte vor allem einen Grund – Łódź war weit weniger zerstört als Warschau. Der erste Spielfilm nach dem Zweiten Weltkrieg entstand hier. Es war der Film Verbotene Lieder (Zakazane piosenki) von Leonard Buczkowski. Der Film erzählt die Zeit der deutschen Besatzung in Warschau von 1939 bis 1945. Danuta Szaflarska spielte eine der Hauptrollen. Der Film erlebte seine Uraufführung am 8. Januar 1947 in Warschau.
1948 wurde die Filmhochschule Łódź gegründet. Der zweite Nachkriegsfilm war 1948 der Film Die Grenzstraße (Ulica Graniczna) von Aleksander Ford über das Zusammenleben der polnischen und jüdischen Bevölkerung im Vorkriegspolen und während des Krieges. Im gleichen Jahr erschien Wanda Jakubowskas Auschwitz-Drama Die letzte Etappe (Ostatni etap) als dritter Spielfilm.
Der frühe polnische Nachkriegsfilm orientierte sich am italienischen Neorealismus von Regisseuren wie Roberto Rossellini und Vittorio De Sica. In erster Linie sollte ein Kino entstehen, das politischer war als das polnische Vorkriegskino. Die ersten drei Spielfilme aus dem Filmstudio in Łódź hatten diese programmatische Richtung bereits aufgezeigt. Regisseure wie Aleksander Ford, Jerzy Kawalerowicz und Wanda Jakubowska wurden die ersten Regiestars des Kinos der Nachkriegszeit. Schnell erhielten in den 1950er Jahren auch die Absolventen der neu geschaffenen Filmhochschule ihre Chance und etablierten sich schnell. Herausragendes Beispiel der jungen Regisseure wurde Andrzej Wajda, der die Themen der Zeit behandelte. Sein herausragendes Werk in den 1950er Jahren war der Film Der Kanal (Kanał), der erstmals den im noch stalinistisch geprägten Polen tabuisierten Warschauer Aufstand 1944 thematisierte. Der Film erhielt als erster polnischer Film bei den Filmfestspielen in Cannes eine internationale Auszeichnung und öffnete für den polnischen Film das Tor zur Welt. Internationaler Star des polnischen Kinos wurde in den 1960er Jahren dann der Łódź-Absolvent Roman Polański. Sein Film Das Messer im Wasser (Nóż w wodzie) erreichte die Anerkennung des Filmfestivals von Venedig und eröffnete ihm die Möglichkeit in Frankreich und später in den USA Klassiker des Kinos zu schaffen. Von Zeitgenossen aber insbesondere in der Rückschau wurde dieses Phase des polnischen Kinos als Polnische Filmschule gefasst.
Neben den Spielfilmen war seit den 1950er Jahren der Dokumentarfilm eines der wichtigsten Ausdrucksmittel der polnischen Filmkünstler. 1950 wurde in Warschau das Warschauer Dokumentarfilmstudio gegründet. Es gab bis in die 1980er Jahre hinein eine Tradition, dass vor den Hauptfilmen in den polnischen Kinos Dokumentarfilme gezeigt wurden. Zu den herausragenden Persönlichkeiten des Nachkriegsdokumentarfilms gehörten Kazimierz Karabasz und Jerzy Bossak. In den 1970er Jahren kam Krzysztof Kieślowski hinzu, der durch seine Dokumentarfilme Berühmtheit erlangte, bevor er in den 1980er Jahren zu einem der wichtigsten Spielfilmregisseure Polens wurde.
Der polnische Trickfilm entstand ebenfalls in den 1950er Jahren. Herausragende Künstler dieser Kunstform waren Walerian Borowczyk, Jan Lenica und Witold Giersz. Neben Kunstfilmen und anspruchsvollen Kurzfilmen bestand der größte Teil der Trickfilmproduktion aus Kinderfilmen. Die Kinderfilme wurden zu einem beliebten Exportschlager, nicht nur in das sozialistische Ausland. Die Trickfilmhelden Lolek und Bolek wurden auch jenseits des Eisernen Vorhangs zu populären Kinderfilmfiguren.
Einen Überblick über das polnische Filmschaffen gibt seit 1974 alljährlich das Polnische Filmfestival in Gdynia.

#### Polnisches Kino und der politische Wandel in Europa nach 1980
| 1975 | 36 |
| 1985 | 39 |
| 1995 | 23 |
| 2005 | 26 |

Der politische Wandel in Polen wurde sehr zeitig auch von den polnischen Filmemachern aufgenommen. Die Filme Wajdas (Der Mann aus Marmor und Der Mann aus Eisen) waren fast schon Dokumentarfilme der politisch aufregenden Zeit Ende der 1970er, Anfang der 1980er Jahre. Einige Filme erblickten das Licht der Kinoleinwand jedoch erst nach der politischen Wende 1989: Ryszard Bugajskis Film Das Verhör oder Krzysztof Kieślowskis Ein kurzer Arbeitstag, beide aus dem Jahr 1982.

### Dritte Republik – unabhängiges Polen (seit 1989)
Das polnische Kino ist heute von leichten Komödien, hochbudgetierten Monumentalwerken oder auch bei Festivals erfolgreichen Low-Budget-Filmen geprägt. In die Serie der leichten Komödien gehören Filme wie Große Jungs weinen nicht (Chłopacy nie płaczą) (eine Mafiakomödie mit Cezary Pazura) oder die Krimikomödienserie Killer ebenfalls mit Cezary Pazura. Teure Kinoerfolge von Literaturadaptionen entstanden. Wajda inszenierte Pan Tadeusz von Adam Mickiewicz und Jerzy Hoffman vollendete die Trilogie von Henryk Sienkiewicz mit seinem Film Mit Feuer und Schwert (Ogniem i Mieczem). Beide Filme wurden große Kassenerfolge. Ein weiterer Film dieser Reihe von Monumentalfilmen war die Neuverfilmung von Henryk Sienkiewiczs Nobelpreiswerk Quo Vadis durch Jerzy Kawalerowicz. Es entstanden allerdings auch Filme, die sich kritisch mit der neuen politischen Realität in Polen nach 1989 auseinandersetzen. Hunde (Psy) sowie der zweite Teil Hunde 2 (Psy 2 – Ostatnia Krew) von Władysław Pasikowski, ein Action-Krimi mit politischem Hintergrund, der die Korruption und Doppelmoral des neuen Polens beschreibt.
Die Low-Budget-Filme boten auf den internationalen Festivals beeindruckende Beispiele polnischer Filmkunst. Regisseur Krzysztof Krauze gewann 2005 mit seinem Film über den naiven Maler Nikifor auf dem Filmfestival in Karlovy Vary. Jüngere Regisseure überzeugten mit ihren Debüts: Piotr Trzaskalski mit dem rührenden Film Edi über einen Schrottsammler oder der Kurzfilm Eine Männersache von Sławomir Fabicki, der auf unterschiedlichen Festivals 25 Preise einsammelte und für einen Oscar nominiert wurde. Im Jahr 2000 erreichte dann auch die Karriere von Regiealtmeister Andrzej Wajda seinen Höhepunkt. Er bekam den Ehrenoscar der amerikanischen Filmakademie für sein Lebenswerk. 2006 erhielt Wajda dann außerdem noch den Goldenen Ehrenbären der Berlinale.
Seit 1999 wird alljährlich von der Polnischen Filmakademie der Polnische Filmpreis vergeben.

## Filme

### Ausgewählte Filme
Zu den wichtigsten polnischen Filmen gehören
- Die Legion der Straße – Regie: Aleksander Ford (1932)
- Die letzte Etappe – Regie: Wanda Jakubowska (1948)
- Eine Generation – Regie: Andrzej Wajda (1955)
- Der Kanal – Regie: Andrzej Wajda (1956)
- Eroica – Regie: Andrzej Munk (1958)
- Der Mann auf den Schienen – Regie: Andrzej Munk (1957)
- Der achte Wochentag – Regie: Aleksander Ford (1958)
- Asche und Diamant – Regie: Andrzej Wajda (1958)
- Der letzte Sommertag – Regie: Tadeusz Konwicki (1958)
- Nachtzug – Regie: Jerzy Kawalerowicz (1959)
- Die Kreuzritter – Regie: Aleksander Ford (1960)
- Samson – Regie: Andrzej Wajda (1961)
- Das Messer im Wasser – Regie: Roman Polański (1962)
- Die Handschrift von Saragossa – Regie: Wojciech Has (1965)
- Pharao – Regie: Jerzy Kawalerowicz (1966)
- Herr Wołodyjowski – Regie: Jerzy Hoffman (1969)
- Die Puppe – Regie: Wojciech Has (1969)
- Landschaft nach der Schlacht – Regie: Andrzej Wajda (1970)
- Die Schiffsfahrt (poln. Rejs) – Regie: Marek Piwowski (1970)
- Die Hochzeitsfeier – Regie: Andrzej Wajda (1973)
- Sintflut (Potop) – Regie: Jerzy Hoffman (1974)
- Das gelobte Land – Regie: Andrzej Wajda (1975)
- Der Mann aus Marmor – Regie: Andrzej Wajda (1977)
- Die Mädchen von Wilko – Regie: Andrzej Wajda (1979)
- Miś – Regie: Stanisław Bareja (1981)
- Der Mann aus Eisen – Regie: Andrzej Wajda (1981)
- Verhör einer Frau – Regie: Ryszard Bugajski (1982)
- Sexmission – Regie: Juliusz Machulski (1983)
- Dekalog – Regie: Krzysztof Kieślowski (1988/89)
- Korczak – Regie: Andrzej Wajda (1990)
- Oberst Kwiatkowski – Regie: Kazimierz Kutz (1995)
- Die Schuld – Regie: Krzysztof Krauze (1999)
- Mit Feuer und Schwert – Regie: Jerzy Hoffman (1999)
- Pan Tadeusz – Regie: Andrzej Wajda (1999)
- Cześć Tereska – Regie: Robert Gliński (2001)
- Quo vadis? – (2001)
- Der Tag eines Spinners – Regie: Marek Koterski (2002)
- Edi – Regie: Piotr Trzaskalski (2002)
- Zemsta – Die Rache (2002)
- Der Pianist (Pianista) – Regie: Roman Polański (2002)
- Stara Baśń – Als die Sonne noch Gott war – Regie: Jerzy Hoffman (2003)
- Mein Nikifor (Mój Nikifor) – Regie: Krzysztof Krauze (2004)
- Der Gerichtsvollzieher (Komornik) – Regie: Feliks Falk (2005)
- Plac Zbawiciela – Regie: Krzysztof Krauze, Joanna Kos-Krauze (2006)
- 1920 – Die letzte Schlacht (1920 Bitwa warszawska) – Regie: Jerzy Hoffman (2011)
- Wałęsa. Der Mann aus Hoffnung (Wałęsa. Człowiek z nadziei) – Regie: Andrzej Wajda (2013)
- Warschau ’44 (Miasto 44) – Regie: Jan Komasa (2014)
- Sommer 1943 – Das Ende der Unschuld (Wołyń) – Regie: Wojciech Smarzowski (2016)
- Corpus Christi – Regie: Jan Komasa (2019)

### Zeitweise verbotene Filme
Einige Filme konnten erst mit erheblicher Verspätung in Polen gezeigt werden.
Die „Filmischen Arbeitsgruppen“ [Zespoły Filmowe] hatten seit Mitte der 1950er Jahre relativ viele künstlerische Freiheiten bei der Herstellung von Filmen, da die Kontrolle durch die staatlichen Zensurbehörden erst nach der Fertigstellung erfolgten.
So entstanden einige Filme, die zwar zunächst verboten wurden, dann aber nach längerer Zeit doch noch gezeigt werden konnten.
Angegeben sind die 26 am längsten verbotenen polnischen Filme.
| Filmtitel                                                                            | Regisseur/in                | Produktion | Premiere | Verbotsjahre |
| ------------------------------------------------------------------------------------ | --------------------------- | ---------- | -------- | ------------ |
| Długa noc [Die lange Nacht]                                                          | Janusz Nasfeter             | 1967       | 1992     | 25           |
| Ósmy dzień tygodnia [Der achte Wochentag]                                            | Aleksander Ford             | 1958       | 1983     | 25           |
| Ręce do góry [Hände hoch!]                                                           | Jerzy Skolimowski           | 1967       | 1985     | 18           |
| Diabeł [Der Teufel]                                                                  | Andrzej Żuławski            | 1972       | 1988     | 16           |
| Na srebrnym globie [Der Silberne Planet]                                             | Andrzej Żuławski            | 1976/87    | 1988     | 12           |
| Zasieki [Drahtverhaue]                                                               | Andrzej Jerzy Piotrowski    | 1973       | 1983     | 10           |
| Głowy pełne gwiazd [Köpfe voller Stars]                                              | Janusz Kondratiuk           | 1974       | 1983     | 9            |
| Pełnia nad głowami [Vollmond über den Köpfen]                                        | Andrzej Czekalski           | 1974       | 1983     | 9            |
| Jej portret [Ihr Porträt]                                                            | Mieczysław Waśkowski        | 1974       | 1982     | 8            |
| Przesłuchanie [Verhör einer Frau]                                                    | Ryszard Bugajski            | 1982       | 1989     | 7            |
| Choinka strachu [Christbaum der Angst]                                               | Tomasz Lengren              | 1982       | 1989     | 7            |
| Kobieta samotna [Eine alleinstehende Frau]                                           | Agnieszka Holland           | 1981       | 1988     | 7            |
| Wigilia [Heiligabend]                                                                | Leszek Wosiewicz            | 1982       | 1988     | 6            |
| Stan wewnętrzny [Der innere Zustand]                                                 | Krzysztof Tchórzewski       | 1983       | 1989     | 6            |
| Wolny strzelec [Der Freelancer]                                                      | Wiesław Saniewski           | 1981       | 1987     | 6            |
| Palace Hotel [Palace Hotel]                                                          | Ewa Kruk                    | 1977       | 1983     | 6            |
| Przypadek [Der Zufall möglicherweise]                                                | Krzysztof Kieślowski        | 1981       | 1987     | 6            |
| Matka Królów [Mutter Król und ihre Söhne]                                            | Janusz Zaorski              | 1982       | 1987     | 5            |
| Wielki bieg [Der große Lauf]                                                         | Jerzy Domaradzki            | 1981/85    | 1986     | 5            |
| Grzechy dzieciństwa [Die Sünden der Kindheit]                                        | Krzysztof Nowak-Tyszowiecki | 1980       | 1984     | 4            |
| Indeks (Życie i twórczość Józefa M.) [Studienbuch (Leben und Schaffen des Józef M.)] | Janusz Kijowski             | 1977       | 1981     | 4            |
| Niedzielne igraszki [Sonntagsspielereien]                                            | Robert Gliński              | 1983       | 1987     | 4            |
| Wierna rzeka [Der getreue Strom]                                                     | Tadeusz Chmielewski         | 1983       | 1987     | 4            |
| Jak żyć [Wie man leben soll]                                                         | Marcel Łoziński             | 1977       | 1981     | 4            |
| Był Jazz [Es gab Jazz]                                                               | Feliks Falk                 | 1981       | 1984     | 3            |
| Koncert [Das Konzert]                                                                | Michał Tarkowski            | 1982       | 1985     | 3            |

## Bedeutende polnische Filmschaffende

### Regisseure
- Filip Bajon (* 1947)
- Stanisław Bareja (1929–1987)
- Aleksander Ford (1908–1980)
- Robert Gliński (* 1952)
- Wojciech Has (1925–2000)
- Jerzy Hoffman (* 1932)
- Agnieszka Holland (* 1948)
- Wanda Jakubowska (1907–1998)
- Jerzy Kawalerowicz (1922–2007)
- Krzysztof Kieślowski (1941–1996)
- Jan Jakub Kolski (* 1956)
- Joanna Kos-Krauze (* 1972)
- Krzysztof Krauze (1953–2014)
- Kazimierz Kutz (1929–2018)
- Juliusz Machulski (* 1955)
- Lech Majewski (* 1953)
- Andrzej Munk (1921–1961)
- Janusz Nasfeter (1920–1998)
- Marek Piwowski (* 1935)
- Roman Polański (* 1933)
- Jerzy Skolimowski (* 1938)

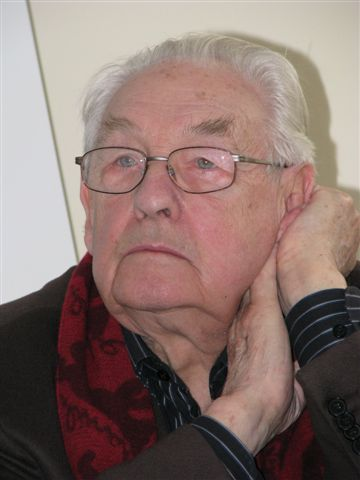
Andrzej Wajda, 2008

- Franciszka (1907–1988) und Stefan Themerson (1910–1988)
- Piotr Trzaskalski (* 1964)
- Andrzej Wajda (1926–2016)
- Krzysztof Zanussi (* 1939)
- Andrzej Żuławski (1940–2016)

### Schauspieler
- Michał Bajor (* 1957)
- Mirosław Baka (* 1963)
- Barbara Brylska (* 1941)
- Jowita Budnik (* 1973)
- Teresa Budzisz-Krzyżanowska (* 1942)
- Stanisława Celińska (* 1947)
- Zbigniew Cybulski (1927–1967)
- Paweł Deląg (* 1970)
- Irena Eichlerówna (1908–1990)
- Katarzyna Figura (* 1962)
- Janusz Gajos (* 1939)
- Krystyna Janda (* 1952)
- Bogumił Kobiela (1931–1969)
- Jacek Koman (* 1956)
- Maja Komorowska (* 1937)
- Krzysztof Kowalewski (1937–2021)
- Barbara Lass (1940–1995)
- Bogusław Linda (* 1952)
- Tadeusz Łomnicki (1927–1992)
- Olaf Lubaszenko (* 1968)
- Stanisław Mikulski (1929–2014)
- Pola Negri (1894–1987)
- Leon Niemczyk (1923–2006)
- Daniel Olbrychski (* 1945)
- Kazimierz Opaliński (1890–1979)
- Cezary Pazura (* 1962)
- Anna Polony (* 1939)
- Wojciech Pszoniak (1942–2020)
- Izabella Scorupco (* 1970)
- Andrzej Seweryn (* 1946)
- Danuta Stenka (* 1961)
- Jerzy Stuhr (1947–2024)
- Beata Tyszkiewicz (* 1938)
- Roman Wilhelmi (1936–1991)
- Zbigniew Zamachowski (* 1961)
- Zbigniew Zapasiewicz (1934–2009)

### Andere Filmschaffende
- Paweł Edelman (* 1958), Kameramann
- Sławomir Idziak (* 1945), Kameramann
- Janusz Kamiński (* 1959), Kameramann
- Wojciech Kilar (1932–2013), Filmmusikkomponist
- Edward Kłosiński (1943–2008), Kameramann
- Krzysztof Komeda (1931–1969), Filmmusikkomponist
- Piotr Lenar (* 1958), Kameramann
- Jerzy Lipman (1922–1983), Kameramann
- Krzysztof Piesiewicz (* 1945), Drehbuchautor
- Zbigniew Preisner (* 1955), Filmmusikkomponist
- Aleksander Ścibor-Rylski (1928–1983), Drehbuchautor
- Andrzej Sekuła (* 1954), Kameramann und Regisseur
- Piotr Sobociński (1958–2001), Kameramann
- Witold Sobociński (1929–2018), Kameramann
- Allan Starski (* 1943), Szenenbildner
- Jerzy Stefan Stawiński (1921–2010), Drehbuchautor
- Jerzy Toeplitz (1909–1995), Filmhistoriker
- Krzysztof Teodor Toeplitz (1933–2010), Publizist und Drehbuchautor
- Jerzy Wójcik (1930–2019), Kameramann